# Oscar/Beste Regieassistenz
Mit dem Oscar für die beste Regieassistenz wurden die Regieassistenten eines Films geehrt. Der Preis wurde in dieser Kategorie zwischen 1934 und 1938 vergeben.
In unten stehender Tabelle sind die Filme nach dem Jahr der Verleihung gelistet.

## 1934–1938
| Jahr | Preisträger         | für den Film              | Nominierungen |
| 1934 | Charles Barton      | –                         | Al Alleborn Sid Brod Orville O. Dull Percy Ikerd Arthur Jacobson Edward Killy Joseph A. McDonough William J. Reiter Frank X. Shaw Ben Silvey John S. Waters              |
| 1934 | Scott R. Beal       | –                         | Al Alleborn Sid Brod Orville O. Dull Percy Ikerd Arthur Jacobson Edward Killy Joseph A. McDonough William J. Reiter Frank X. Shaw Ben Silvey John S. Waters              |
| 1934 | Charles Dorian      | –                         | Al Alleborn Sid Brod Orville O. Dull Percy Ikerd Arthur Jacobson Edward Killy Joseph A. McDonough William J. Reiter Frank X. Shaw Ben Silvey John S. Waters              |
| 1934 | Fred Fox            | –                         | Al Alleborn Sid Brod Orville O. Dull Percy Ikerd Arthur Jacobson Edward Killy Joseph A. McDonough William J. Reiter Frank X. Shaw Ben Silvey John S. Waters              |
| 1934 | Gordon Hollingshead | –                         | Al Alleborn Sid Brod Orville O. Dull Percy Ikerd Arthur Jacobson Edward Killy Joseph A. McDonough William J. Reiter Frank X. Shaw Ben Silvey John S. Waters              |
| 1934 | Dewey Starkey       | –                         | Al Alleborn Sid Brod Orville O. Dull Percy Ikerd Arthur Jacobson Edward Killy Joseph A. McDonough William J. Reiter Frank X. Shaw Ben Silvey John S. Waters              |
| 1934 | William Tummel      | –                         | Al Alleborn Sid Brod Orville O. Dull Percy Ikerd Arthur Jacobson Edward Killy Joseph A. McDonough William J. Reiter Frank X. Shaw Ben Silvey John S. Waters              |
| 1935 | John S. Waters      | Schrei der Gehetzten      | Scott R. Beal für Frauen am Scheidewege Cullen Tate für Cleopatra |
| 1936 | Clem Beauchamp      | Bengali                   | Joseph M. Newman für David Copperfield Sherry Shourds für Ein Sommernachtstraum Eric Stacey für Die Elenden                                                              |
| 1936 | Paul Wing           | Bengali                   | Joseph M. Newman für David Copperfield Sherry Shourds für Ein Sommernachtstraum Eric Stacey für Die Elenden                                                              |
| 1937 | Jack Sullivan       | Der Verrat des Surat Khan | Clem Beauchamp für Der Letzte der Mohikaner William H. Cannon für Ein rastloses Leben Joseph M. Newman für San Francisco Eric Stacey für Der Garten Allahs               |
| 1938 | Robert D. Webb      | Chicago                   | Charles C. Coleman für In den Fesseln von Shangri-La Russ Saunders für Das Leben des Emile Zola Eric Stacey für Ein Stern geht auf Hal Walker für Schiffbruch der Seelen |